# Etheostoma atripinne
 Etheostoma atripinne és una espècie de peix de la família dels pèrcids i de l'ordre dels perciformes.

## Morfologia
Els mascles poden assolir els 6 cm de longitud total.

## Distribució geogràfica
Es troba als Estats Units (Tennessee i Kentucky).